# Crown and Council

Crown and Council — це покрокова стратегічна гра, розроблена співробітником Mojang Генріком Петтерссоном. Гра була анонсована та випущена як сюрприз у Steam 22 квітня 2016 року та стала доступною безкоштовно.

## Ігровий процес
У грі гравець керує нацією, яка воює проти інших на плитковій карті. Кожного ходу гравець отримує дохід на основі завойованих плиток і може витрачати зароблені гроші на завоювання інших плиток або вдосконалення власних шляхом будівництва таких споруд, як форти, села та університети, які надають різні бонуси. Гравець виграє карту, як тільки він усуне всіх ворогів, незалежно від того, чи фактично залишилися нейтральні плитки. Є 75 карт, з можливістю процедурного створення додаткових карт.

## Розробка та випуск
Гру повністю розробив програміст Mojang Генрік Петтерссон. Спочатку він був задуманий у 72-годинному ігровому джемі і був натхненний іграми History of the World і Slay. Петтерссон описав гру як «експериментальну», і хоча Mojang залишається "компанією Minecraft, яка займається Minecraft " і що більшість прототипів відбувається в середовищі Minecraft, розробники мають деякий час, щоб попрацювати над власними ідеями. Будучи проєктом хобі, Crown and Council спочатку не був призначений для публічного випуску; Петтерссон, художник, який приєднався до Mojang для роботи над Scrolls у 2011 році, використовував відносно простий проєкт, щоб навчитися кодувати. Він вірив, що навіть якщо гра колись буде розповсюджена, її перебудують «справжні програмісти». Над грою працювали кілька місяців і використовували фрагменти коду, взяті з інших проєктів Mojang. Петтерссон вважає програміста Minecraft Pocket Edition Арона Ніємінена своїм наставником з програмування.
Це перша гра, розроблена Mojang, яка випущена в Steam, хоча Mojang опублікувала Cobalt від Oxeye Game Studio в Steam у лютому 2016 року. Випуск Steam спочатку запропонував продюсер Mojang Даніель Каплан, і ця можливість була використана, щоб дізнатися про процес, який Петтерссон описує як «напрочуд простий», зазначивши, що материнська компанія Mojang Microsoft не мала проблем із ліцензуванням і торговою маркою Crown and Council для випуску на пар.
Петтерссон спочатку сказав, що планує продовжити роботу над грою, щоб виправити помилки та додати функції. Оновлення, випущене в січні 2017 року, додало кампанію з 99 карт і налаштування процедурної генерації та механіки захоплення землі для покращення балансу. Найважливіша зміна стосувалася розрахунків, що стосуються атаки та захисту територій: було видалено елемент «випадковості» та додано «виснаження», що означає, що невдалі атаки підвищують шанси майбутніх атак на успіх. Це оновлення також додало версії для macOS і Linux.

## Рецепція
Гру описують як швидшу, мінімалістичну стратегію, що нагадує Risk або Civilization, і як одиночну гру Eight Minute Empire. Його також описали як традиційний, але розважальний, з хорошим завданням, але він закінчується вмістом лише після кількох рівнів.
Він отримав неоднозначні відгуки користувачів від гравців. Його завантажили близько 60 000 разів протягом місяця після випуску і понад 90 000 разів через рік.